# 查良钊

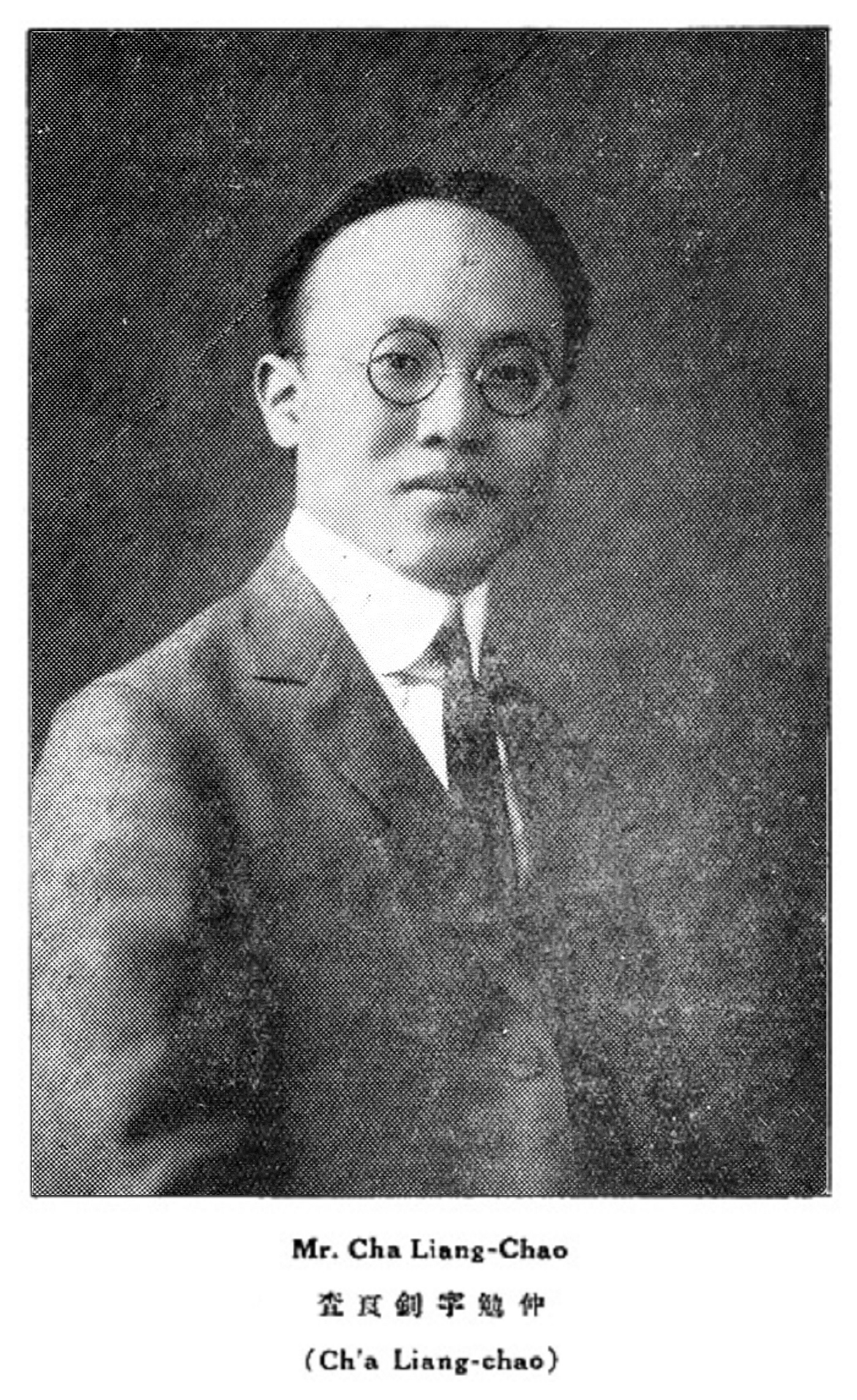

查良钊（1896年3月18日—1982年12月20日），字勉仲，生於天津府，籍貫浙江海宁，中华民国教育家、慈善家。其四弟查良鑑曾任中華民國司法行政部部長，中國現代兩位名作家穆旦（查良錚）、金庸（查良镛）為其族弟。

## 生平
查良钊自清华留美预备学校毕业后赴美国留学，格林内尔学院肄业，毕业于芝加哥大学教育学院，后入读哥伦比亚大学两年肄业。
1922年回国，历任国立北京师范大学教务长、国立北京八校教职员代表联席会议主席、河南大学校长、河南省教育厅厅长等。1930年出任华北慈善联合会总干事，后任陕西省教育厅代理厅长，翌年又任长江水灾振济委员会常务委员、灾区工作组总干事。1934年出任北平艺文中学校长。
抗日战争期间，在甘肃天水创办了国立第五中学。1938年出任国立西南联合大学教授、训导长。1945年又任国立昆明师范学院院长。
1949年去印度，在德里大学任客座教授。1954年赴台，曾任国立台湾大学心理系教授、训导长，并且是考试院第二至四届考试委员。1982年去世。